# Issoufou Dayo
Issoufou Dayo est un footballeur international burkinabè né le 6 août 1991 à Bobo-Dioulasso. Il évolue au poste de défenseur central.

## Biographie

### En club
Issoufou Dayo a été formé l’Institut de formation du footballeur africain (IFFA) de Matourkou (commune rurale située à 15 km de Bobo-Dioulasso) par Daouda Sanou Famoso, un formateur expérimenté de jeunes footballeurs. Il passe par le Racing club de Bobo-Dioulasso (RCB) avant de confirmer son talent à l’Étoile Filante de Ouagadougou, un des plus grands clubs du Burkina Faso. Il remporte le championnat du Burkina.
En 2014, il rejoint la formation de l’AS Vita Club de la République Démocratique du Congo. Il atteint la finale de la Ligue des champions d'Afrique en 2014 avec l'AS Vita Club, en étant battu par l'équipe algérienne de l'Entente sportive de Sétif.
En 2016, direction le royaume chérifien où il rejoint la formation de la Renaissance sportive de Berkane (RSB) au Maroc. Le 20 mai 2022, il remporte la Coupe de la confédération après avoir remporté la finale sur une séance de tirs au but face à l'Orlando Pirates FC (match nul, 1-1). Le 28 juillet 2022, il bat le Wydad Casablanca sur séance de penaltys à l'occasion de la finale de la Coupe du Maroc (match nul, 0-0). Le 10 septembre 2022, il est titularisé sous son nouvel entraîneur Abdelhak Benchikha à l'occasion de la finale de la Supercoupe de la CAF face au Wydad Athletic Club. Le match se solde sur une victoire de 0-2 au Complexe sportif Moulay-Abdallah. Actuellement, il fait partie des cadres de l’équipe de Berkane et porte souvent le brassard de capitaine.
Avec la Renaissance de RS Berkane, il remporte deux fois la Coupe de la Confédération de la CAF en 2020 et 2022. Il est finaliste en 2019. Il est vainqueur de la Supercoupe de la CAF en 2020 et finaliste en 2022. Le 15 juillet 2023, il inscrit le seul but de la rencontre en finale de la Coupe du Maroc contre le Raja Club Athletic sur un penalty transformé et offre le deuxième titre consécutif à son club. 
Il remporte le championnat avec RS Berkane. en 2025 

### En équipe nationale
Il reçoit sa première sélection en équipe du Burkina Faso le 6 juillet 2013, contre le Niger (victoire 1-0).
Il participe ensuite au championnat d'Afrique 2014 organisée en Afrique du Sud. Lors de cette compétition, il joue trois matchs.
En janvier 2017, il est retenu par le sélectionneur Paulo Duarte afin de participer à la Coupe d'Afrique des nations 2017 organisée au Gabon. Lors de cette compétition, il inscrit un but contre le Cameroun (match nul 1-1).
Dayo, défenseur central intraitable, fait partie des Etalons retenus par le sélectionneur Kamou Malo pour défendre les couleurs du Pays des Hommes Intègres. Avec les Étalons du Burkina, il termine quatrième de la Coupe d'Afrique des nations 2021, organisée par le Cameroun. Ils sont battus en match de classement par le Cameroun aux tirs au but 5-3 après un 3-3 à l’issue du temps réglementaire.
Lors du match Cap Vert – Burkina, comptant pour la cinquième journée des éliminatoires de la CAN 2023, dans le groupe B, joué le 17 juin 2023, Issoufou Dayo égalise pour le Burkina dans le temps additionnel de la première (45+3). Le Burkina perd 1-3 contre le Cap Vert mais il avait déjà acquis sa qualification pour la Coupe d’Afrique des Nations 2023 qui se jouer en Côte d’Ivoire,. Le 20 décembre 2023, il est retenu dans la liste des vingt-sept joueurs burkinabés sélectionnés par Hubert Velud pour disputer la Coupe d'Afrique des nations 2023.

## Palmarès
| RS Berkane (8) | AS Vita Club (1)                                                                            | ÉF Ouagadougou (1)                             |
| --- | ------------------------------------------------------------------------------------------- | ---------------------------------------------- |
| Botola Pro (1) - Champion : 2025 Coupe du Trône (3) - Vainqueur : 2018, 2021 et 2022 - Finaliste : 2024 Coupe de la confédération (3) - Vainqueur : 2020, 2022 et 2025 - Finaliste : 2019 et 2024 Supercoupe de la CAF (1) - Vainqueur : 2022 - Finaliste : 2021 | Champion de RD Congo (1) - Champion : 2015 Ligue des champions d'Afrique - Finaliste : 2014 | Champion du Burkina Faso (1) - Champion : 2014 |

### Distinctions personnelles
- Meilleur joueur étranger du Championnat du Maroc en 2021–22.
- Trophée Étalon en Or: 2023 et 2025[9]
- Meilleur buteur de l'histoire du RS Berkane dans toutes les compétitions confondues.